# (28516) Möbius
(28516) Möbius  es un asteroide perteneciente al cinturón de asteroides, descubierto el 27 de febrero de 2000 por Paul G. Comba desde el Observatorio de Prescott, en Arizona, Estados Unidos.

## Designación y nombre
Möbius se designó inicialmente como 2000 DQ3.
Más adelante fue nombrado en honor al matemático, geómetra y astrónomo alemán August Möbius (1790-1868).

## Características orbitales
Möbius orbita a una distancia media del Sol de 2,6452 ua, pudiendo acercarse hasta 2,4166 ua y alejarse hasta 2,8738 ua. Tiene una excentricidad de 0,0864 y una inclinación orbital de 8,5426° grados. Emplea en completar una órbita alrededor del Sol 1571 días.

## Características físicas
Su magnitud absoluta es 14,6. Tiene 3,316 km de diámetro. Su albedo se estima en 0,279.